# Rade de Cherbourg

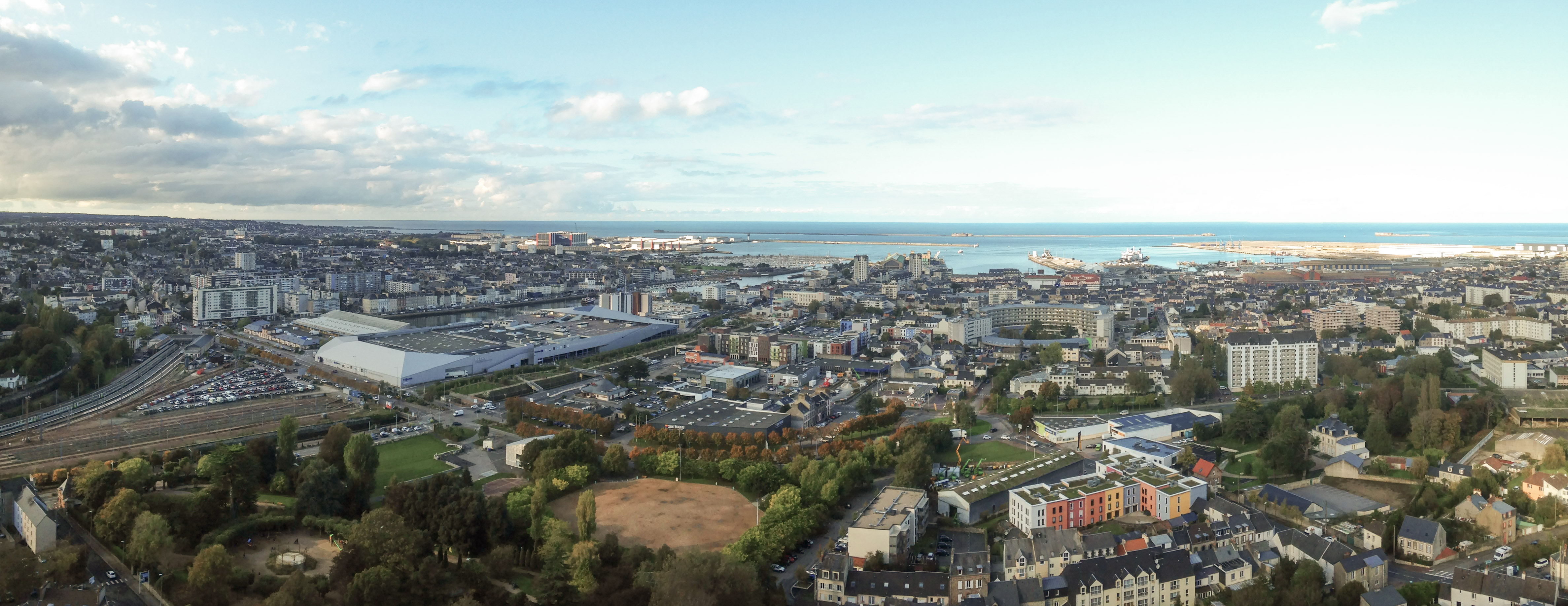
Panorama de la rade de Cherbourg, depuis le fort du Roule.

La rade de Cherbourg, située sur la commune française de Cherbourg-en-Cotentin dans le département de la Manche, est la deuxième plus grande rade artificielle du monde après celle de Ras Laffan au Qatar, avec une superficie d'environ 1 500 hectares.
Sa construction commence en 1783 ; la digue centrale est achevée en 1853, et elle est pourvue de trois forts en 1860. La digue de l'Est est commencée en 1890 et achevée en 1895. Elle est construite à 4 km de la côte, la digue du large est longue de 3 640 m, avec une largeur moyenne de 100 m à sa base et 12 m à son sommet, et une hauteur de 27 m. L'ensemble des trois digues cumule plus de 6 kilomètres.
La passe de l'Est est large de 700 mètres ; la passe de l'Ouest de 1 100 m. Sa profondeur est de 13 mètres minimum à marée basse.

## Histoire

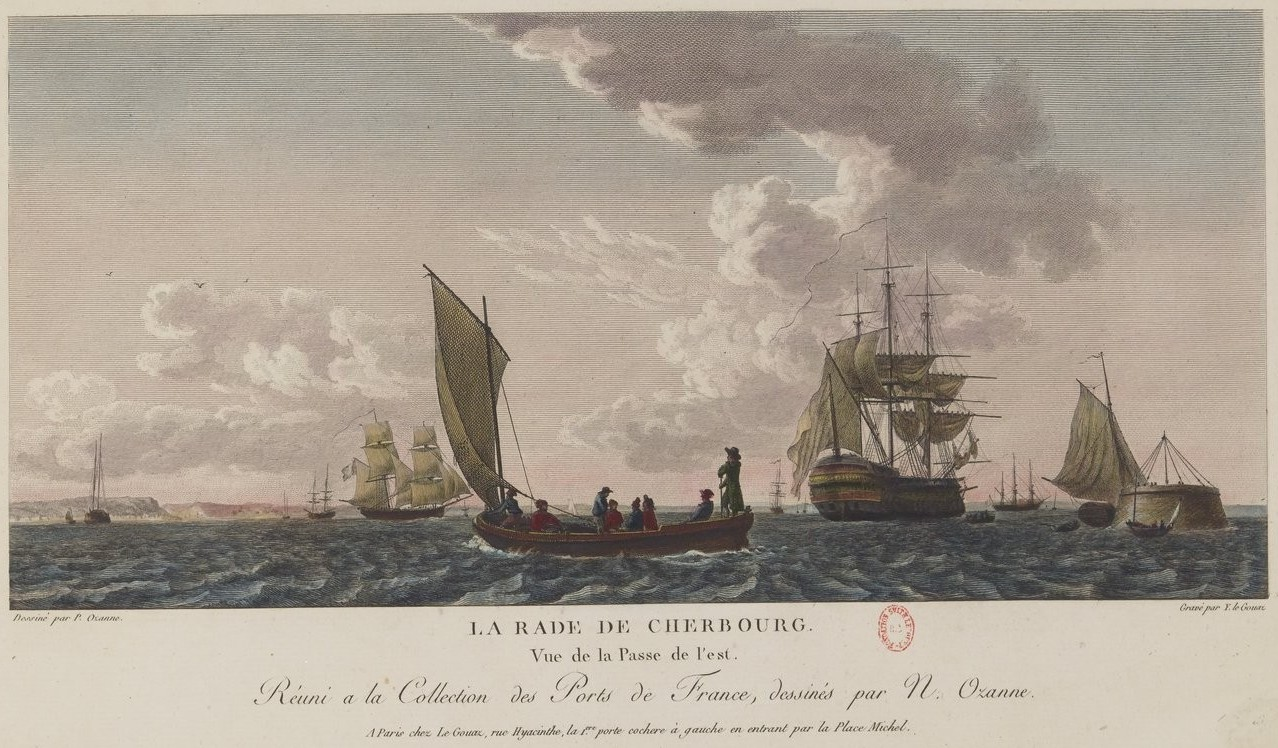
La rade de Cherbourg en 1776.

Place forte stratégique depuis plusieurs siècles, Cherbourg dispose d'un château depuis le Xe siècle qui protège le Cotentin du large. Au XVIIe siècle, Vauban lance une fortification de la ville, avant que celle-ci ne soit finalement rasée peu de temps après sur ordre de Louvois. Imaginé depuis longtemps, le projet d'un port militaire est lancé par Louis XVI. En 1692, plusieurs navires de la flotte de l'Amiral de Tourville sont détruits, dont Le Triomphant à l'entrée du port, L'Admirable sur les Mielles, et le Soleil Royal, vaisseau amiral, sur la pointe du Hommet, lors de la bataille navale de la Hougue, mettant en lumière le manque de défense de la ville.

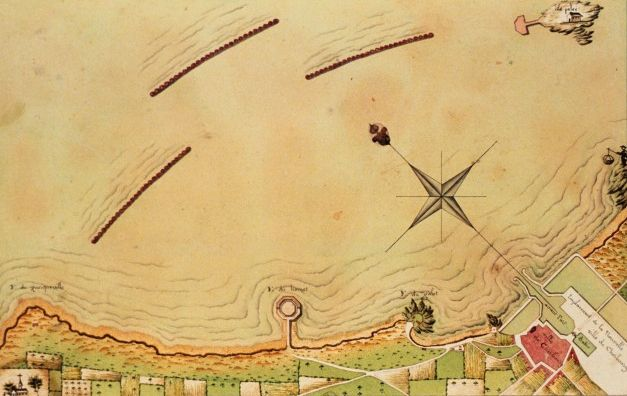
Le projet de Cessart pour la rade.

En 1776, à la demande de Louis XVI, une commission sous l'égide de Suffren, réunissant notamment Dumouriez, futur gouverneur de la place, et La Bretonnière, est chargée de choisir le port stratégique pour la défense des côtes de la Manche, entre Cherbourg, Ambleteuse et Boulogne. Le rapport de La Bretonnière considère que seul le port normand peut protéger convenablement 80 bateaux de guerre. Dépassant les projets de Vauban, il projette la construction d'une digue de 4 kilomètres de long, entre l'île Pelée et la pointe de Querqueville. Dumouriez et Pierre-Jean de Caux de Blacquetot, chef du génie, conseillent quant à eux, une rade plus courte, allant en droite ligne de l'île Pelée à la pointe du Hommet, comme préconisé par Vauban, avec une passe centrale unique, et en mettant l'accent sur les défenses militaires. On donne finalement raison à La Bretonnière. S'agissant de l'édification, de Caux vante les mérites des caissons de maçonnerie tandis que La Bretonnière préfère le sabordage de vieux navires de guerre et un enrochement à pierres perdues. Mais furent choisis les plans de l'ingénieur Louis-Alexandre de Cessart, ceux d'un môle construit à partir de 90 cônes de bois de 20 × 20 m, remplis de pierres, reliés par des chaînes de fer.
À partir de 1783, trois ingénieurs vont se succéder durant les 70 ans de l'édification des 4 000 mètres de la digue : Louis-Alexandre de Cessart, Louis de La Couldre de La Bretonnière et Joseph Cachin. Le premier cône selon l'option Cessart est coulé le 6 juin 1784, à un kilomètre de l'île Pelée, et la rade s'emplit des 300 à 400 bateaux qui font la navette depuis le port du Becquet pour charger les pierres. Mais les quatre premiers cônes ne résistent pas aux tempêtes. Le 22 juin 1786, Louis XVI fait son seul voyage en province pour voir l'avancement des travaux et assister à l'immersion du neuvième cône. Quand en 1788, on conclut à l'échec de l'option de Cessart, les caisses sont vides, et les esprits prêts à la Révolution. On revient donc à la conception de La Bretonnière, mais en 1789-1790, Dumouriez et de Cessart quittent Cherbourg. Les subsides sont coupés en 1790, et La Bretonnière est contraint à la démission en 1792. Malgré la loi du 1er août 1792 décrétant la construction de l'avant-port militaire, tous les travaux sont suspendus cette même année, et pour dix ans.

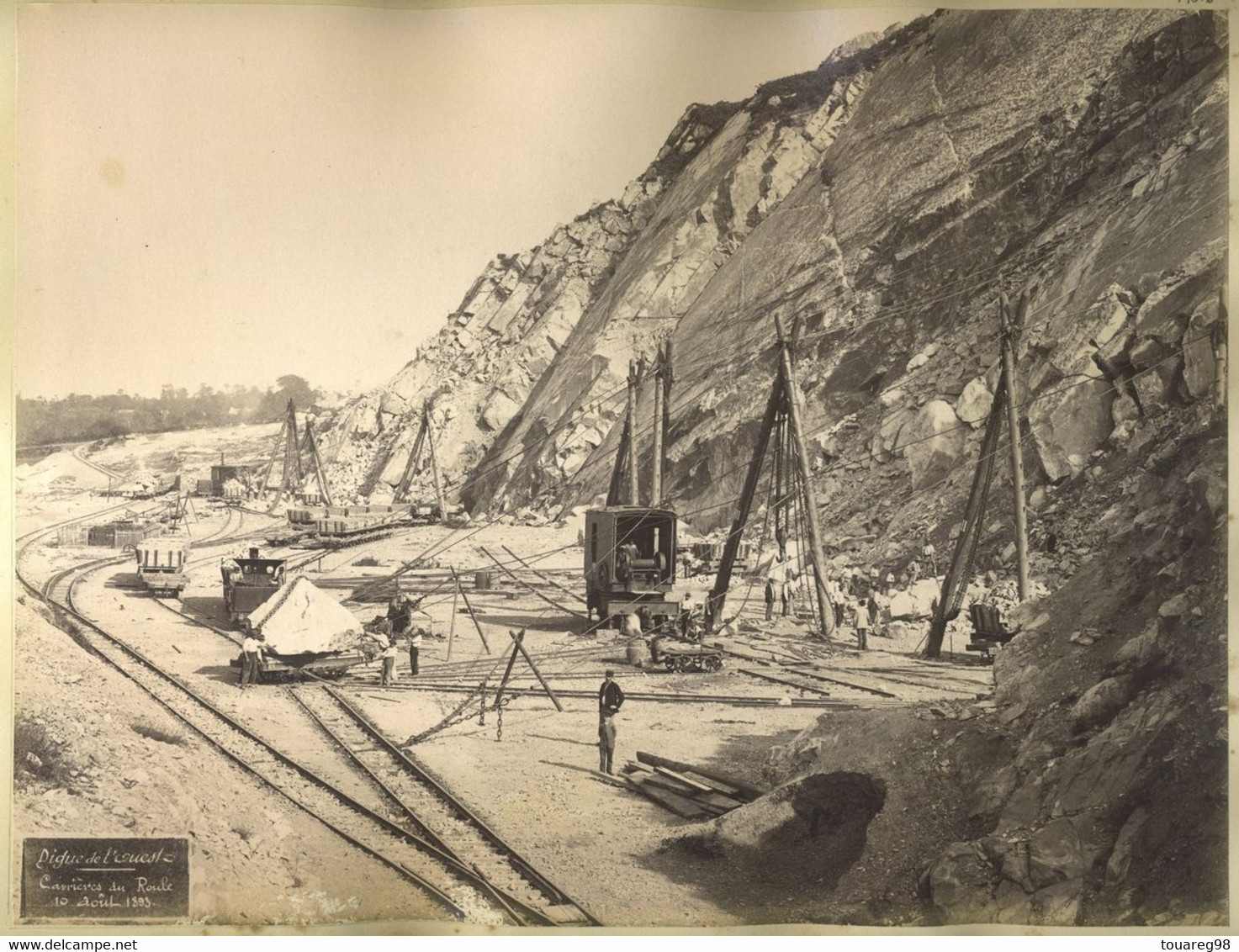
Les travaux de la digue de l'ouest à Cherbourg. La carrière du Roule (10 août 1895).

En 1802, Bonaparte ordonne de reprendre les travaux de la digue, selon la méthode de La Bretonnière, en aménageant la partie centrale pour recevoir des canons. Par le décret du 25 germinal an XI (15 avril 1803), il charge l'ingénieur Cachin du creusement de l'avant-port militaire qu'il qualifiera de lac de Moeris (inauguré le 27 août 1813 en présence de l'impératrice Marie-Louise), et décide de la construction du nouvel Arsenal. Le Premier consul veut faire de Cherbourg un des ports militaires principaux, visant l'invasion du Royaume-Uni. En 1803, Cherbourg est à l'abri des attaques anglaises et devient un port d'attache de corsaires.

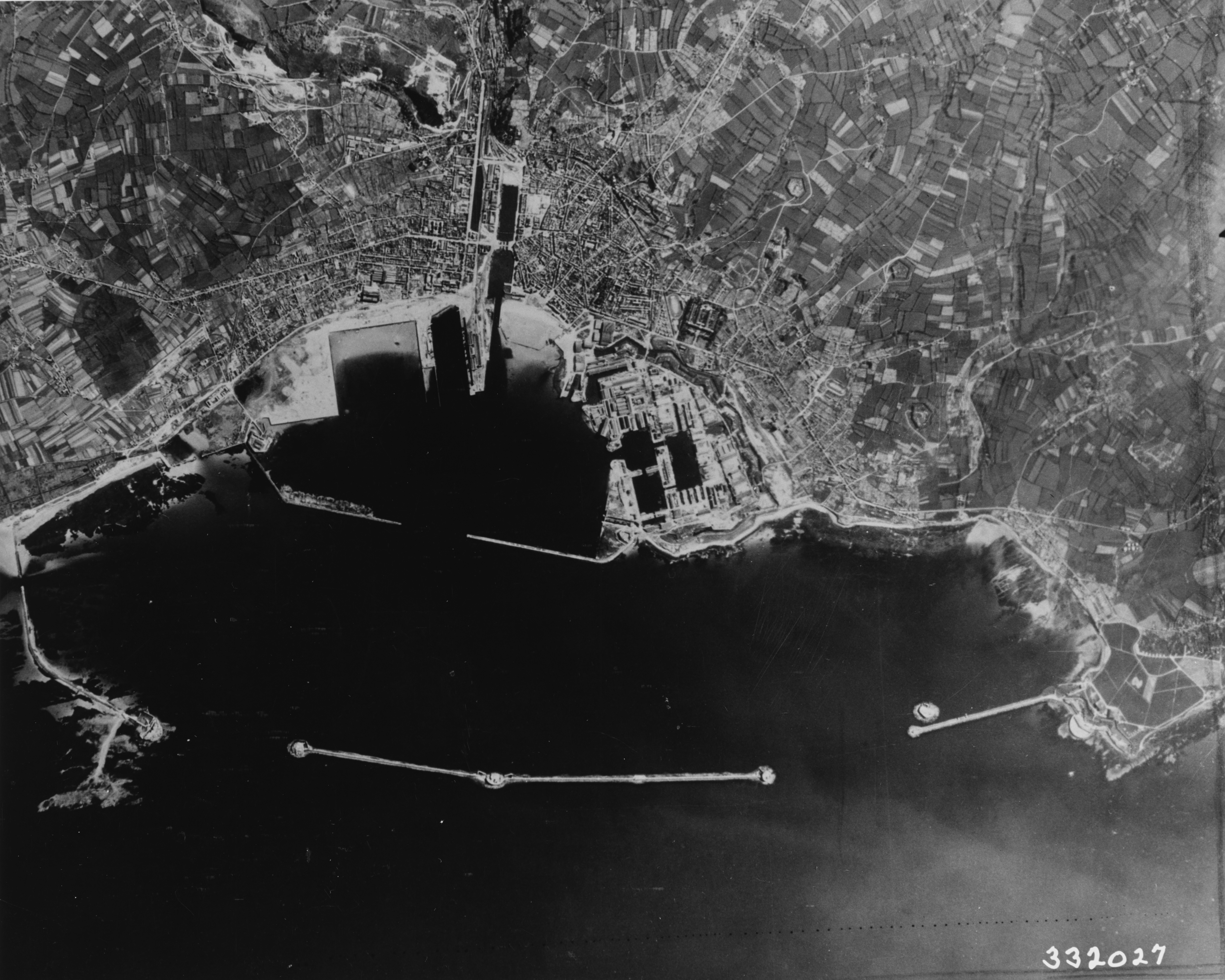
Une vue aérienne du port et de la rade en 1944.

Les travaux de la digue centrale, interrompus à nouveau entre 1813 et 1832, ne sont terminés que sous Napoléon III, en 1853, tandis que les digues de l'Ouest et de l'Est sont achevées en 1895. Les travaux de la digue sont conclus par la Troisième République, avec l'adjonction des digues de l'Est (1890-1894) et de l'Ouest (1889-1896), et la construction de la Petite rade (digue du Hommet, 1899-1914, et digue des Flamands, 1921-1922). Charles Maurice Cabart-Danneville fait percer la digue Est du port de Cherbourg, la digue Collignon, pour que les pêcheurs puissent se mettre rapidement à l'abri de la rade, en cas de gros temps. La passe est devenue plus tard la passe Cabart-Danneville. Les digues de Cherbourg qui constituent depuis la plus grande rade artificielle du monde, n'ont pas été détruites par les Allemands en 1944.

## Les forts de la petite rade

### Fort du Homet
49° 39′ 28″ N, 1° 38′ 38″ O
Le fort du Homet, commencé en 1779 dans la région sud-ouest de la rade et au nord du nouvel arsenal, il remplace une batterie du XVIIe siècle qui existait déjà à cet endroit. Terminé en 1786, il a coûté environ 4 000 000 francs. Il fait partie du projet de Pierre-Jean de Caux de fermeture de la rade.
Comme celui de l'île Pelée, dont le plan est le même : un fort central et une enveloppe casematée mais sous la forme d'un polygone irrégulier à sept côtés, il présente trois étages de feux, mais le nombre des bouches à feu dont il peut être armé ne dépasse guère 75. Le nouveau guide du voyageur à Cherbourg publié en 1839 le décrit ainsi : « il se compose de deux rangs de casemates à l'épreuve qu'on pourrait armer de 52 pièces du plus gros calibre, tirants à boulets rouges, et d'une plate-forme disposée pour recevoir 23 autres pièces, non compris les mortiers. l'enceinte intérieure où sont les casernes, les magasins à poudre, etc., est séparée de l'enveloppe par un fossé que l'on traverse sur un pont-levis ». Lors des hautes mer, il est entièrement entouré d'eau et on y accède par une chaussée en granit de 214 m de longueur et de 13 m de largeur.
Le fort du Homet, comme celui de l'île pelée, changea plusieurs fois de nom ; nommé Fort-d'Artois, à cause de la visite faite à cet ouvrage par le comte d'Artois, en 1786, sous la première République, on le nomma Fort de la Liberté, puis de nouveau Fort-d'Artois sous la Restauration jusqu'en 1830, où il reprend son nom dû à sa position du nom du rocher sur lequel il est bâti.
Après les événements de juin 1848, plusieurs insurgés de Paris furent détenus là, la devise Liberté, Égalité, Fraternité écrite en gros caractères sur la porte principale. Le fort, devenu inutile à la suite de la construction de la digue du large destinée à protéger la grande rade, est déclassé en 1875 et ne sera pas bétonné à la fin du XIXe siècle. En 1910-1912 son enveloppe est démolie et ses fossés comblés.

### Fort des Flamands
49° 39′ 07″ N, 1° 35′ 41″ O
Au sud de l'île Pelée, soit sur le littoral de Tourlaville, le fort des Flamands tire son nom de la présence jadis d'une colonie de Brabançons qui faisaient sur la côte un commerce important. Ce lieu était nommé Fief-aux-Flamands.
Ce fort n'entre pas dans le système de défense de la rade ; mais la nécessité de construire pour le service de la marine des magasins à poudre et un établissement de pyrotechnie aura conduit naturellement à protéger ces magasins et ateliers par un ouvrage fortifié.
Quel que soit le motif de la création de ce fort, il est apparu que c'est un obstacle opposé à un ennemi qui, profitant de la haute mer, voudrait s'introduire dans la rade en passant au sud de l'île Pelée.
La forme du fort des Flamands est celle d'une lunette bastionnée ayant des casemates à un seul étage au pourtour et surmontée d'une batterie barbette terrassée. Le nombre des bouches à feu dont peut être armé cet ouvrage est de 30 au maximum.
Le fort des Flamands, avec ses accessoires (magasins à poudre et établissements de pyrotechnie), commencé vers 1845, a été terminé en 1856 ; tous ces travaux peuvent être évalués à environ 3 000 000 francs.

## Les forts de la grande rade

Plan de la rade de Cherbourg.

### Fort de l'île Pelée
49° 40′ 12″ N, 1° 35′ 01″ O

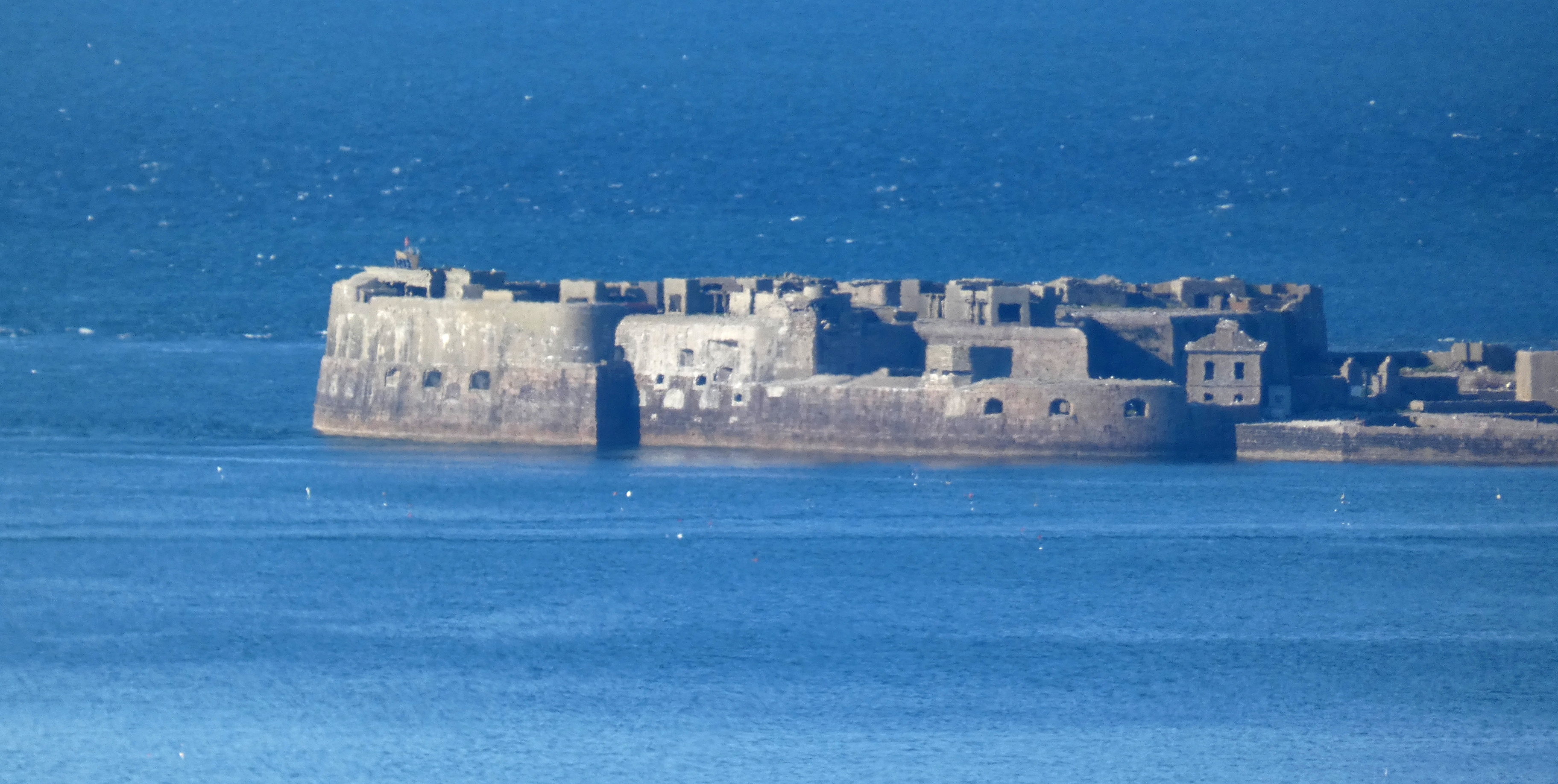
Le fort de l'île Pelée.

Situé à l'est de la digue, sur l'île Pelée, cet ouvrage, exécuté sur les plans des ingénieurs Ricard[Qui ?], et de Pierre Jean de Caux, directeur des fortifications de Basse-Normandie, fut commencé en 1779 et terminé en 1784. On évalue à 4 millions de francs la somme d'argent employée pour sa construction.
Ce fort, qui présente trois étages de feux, peut être armé de 108 bouches à feu. En 1786, l'île Pelée fut visitée d'abord par le frère du roi Louis XVI, le comte d'Artois, futur Charles X au cours de son inspection des travaux de la rade, puis un mois plus tard par le roi lui-même qui baptise la citadelle « Fort-Royal », et mit, dit-on, lui-même le feu à un gros mortier, pour donner le signal d'une décharge générale. Il est composé d'une citadelle de granite de Chausey, une fosse et d'une enceinte fortifiée.
Cet ouvrage de défense a changé de nom selon les temps (Fort-Royal sous l'Ancien Régime, Fort-National sous la Première République, Fort-Impérial sous Napoléon Ier, et de nouveau Fort-Royal sous la Restauration). La République de 1848 lui donna simplement le nom du rocher sur lequel il est édifié. Depuis 1898, face aux mutations de l'artillerie, une chape de béton de cinq mètres recouvre la face nord de la citadelle.
Durant la tempête révolutionnaire, puis sous le Directoire, on y vit, comme prisonniers, des hommes qui avaient joué des rôles bien différents parmi lesquels Vadier, membre du Tribunal révolutionnaire emprisonné du 2 juillet 1797 au 23 septembre 1799, avant d'être envoyé en surveillance à Chartres, le baron de Cormatin, major général de l'armée vendéenne, Barthélémy Porta, puis le babouviste Buonarroti.

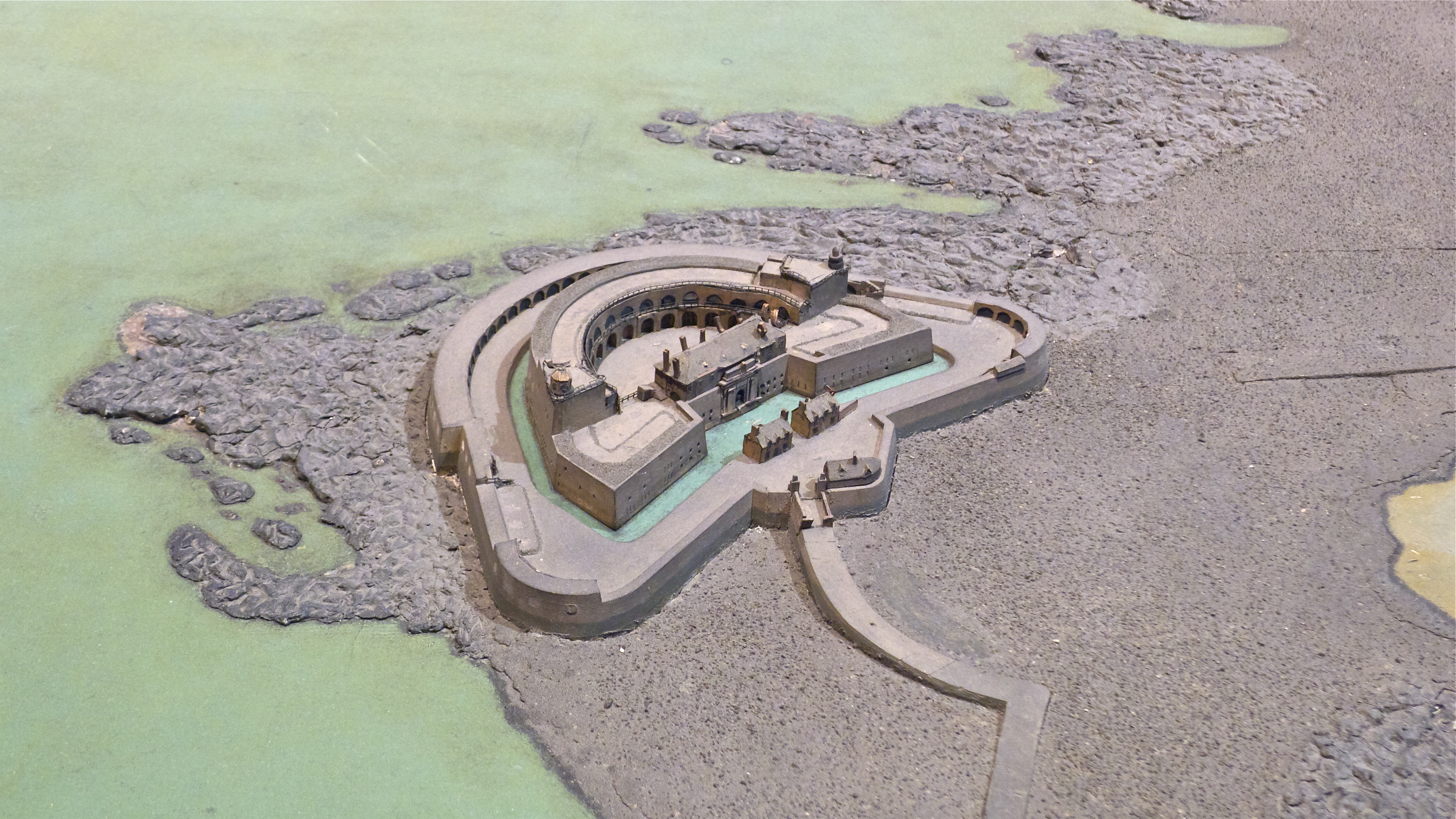
Le fort de l'île Pelée, sur le plan-relief de Cherbourg, mis à jour en 1872.

À l'origine, le fort se présentait sous la forme d'une enveloppe extérieure casematée en granite et d'un fort intérieur en hémicycle autour d'une cour centrale. Le réduit intérieur, qui comporte deux niveaux et une terrasse, est séparé de l'enveloppe extérieure par un profond fossé. Au rez-de-chaussée, on trouve les magasins à poudre et les logements. L'étage est percé de vingt-deux embrasures pour batteries. La terrasse, qu'un mur crénelé ceinture, peut recevoir vingt pièces à canon et quatorze mortiers. Vers 1898, le fort est remodelé à la suite des progrès de l'artillerie. On arase les étages et le bétonnage du fort fait disparaître la cour centrale qui est remplacée par un réseau de galeries. L'enveloppe extérieure est également bétonnée. On peut encore voir à l'ouest quelques batteries casematées. Seule la face arrière du fort, avec sa belle porte monumentale, œuvre du sculpteur Pierre Fréret, est du XVIIIe siècle. Devant le fort, à la fin du XIXe siècle est créé un petit port, avec une rampe d'accostage, afin d'en faciliter l'accès. Au début du XXe siècle, le fort était le plus moderne de son temps, avec une centrale électrique propre et un ascenseur Otis, alors qu'un chariot sur rail assurait la manutention des munitions.
Le fort a reçu entre les deux guerres mondiales une batterie de DCA de 75 mm, d'où les encuvements surélevés sur ses dessus. Il fut question d'en réinstaller une, d'origine allemande, de quatre pièces de 105 mm SK C/32 dans les années 1950 (travaux OTAN).
Un phare de 25 m de hauteur projette à 10 km en mer ses feux intermittents.
L'État a cédé en 2014 l'île Pelée, ancienne propriété de la Marine nationale, au syndicat mixte Ports normands associés (PNA). En 2021, le fort a été inscrit aux monuments historiques par arrêté du 15 juillet 2021.

### Fort de l'Est
49° 40′ 17″ N, 1° 35′ 56″ O

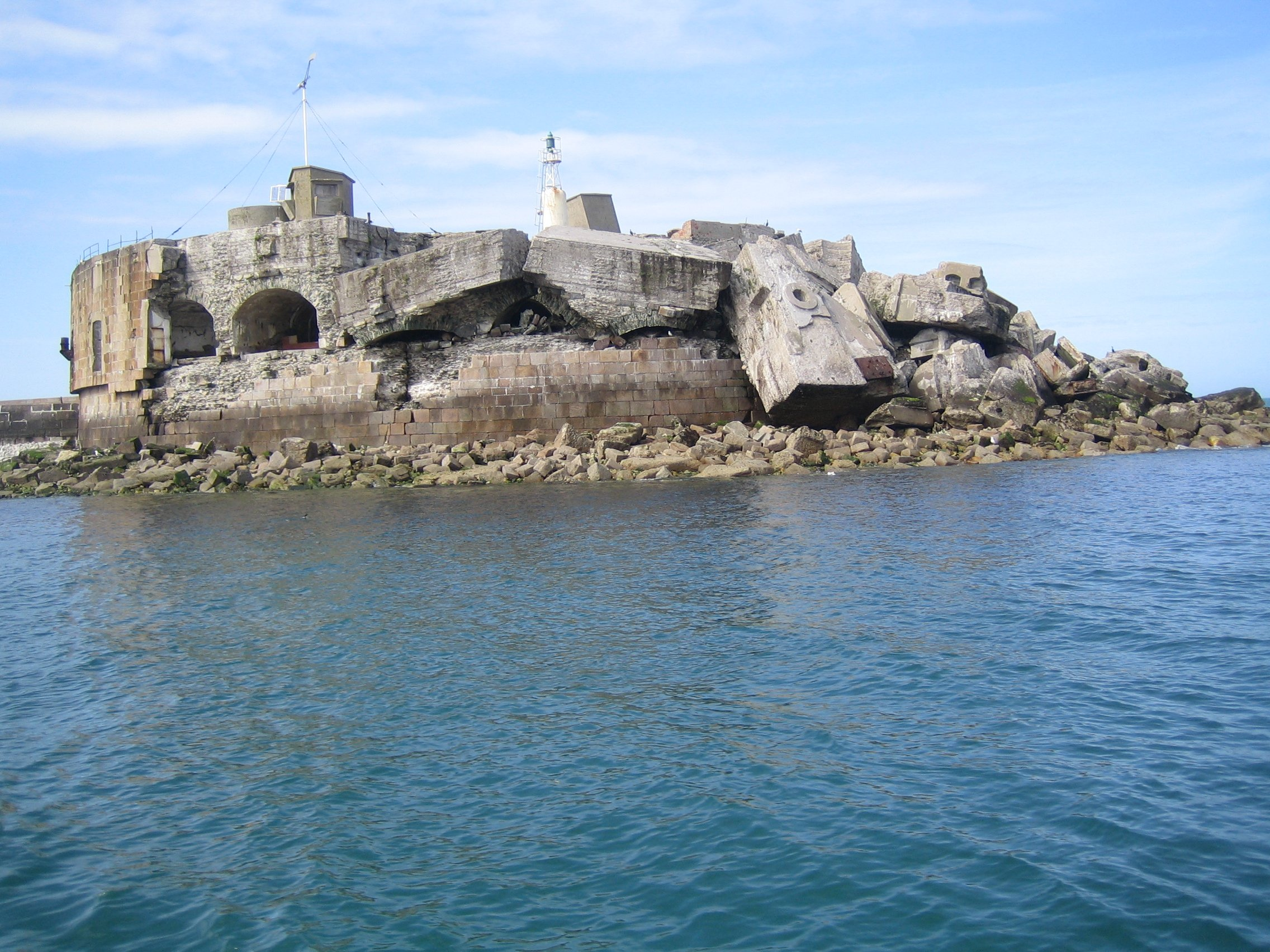
Le fort de l'Est.

Le fort situé à l'extrémité orientale de la digue a été détruit durant la Seconde Guerre mondiale ; il est depuis à l'état de ruine.

### Fort central
49° 40′ 26″ N, 1° 37′ 09″ O

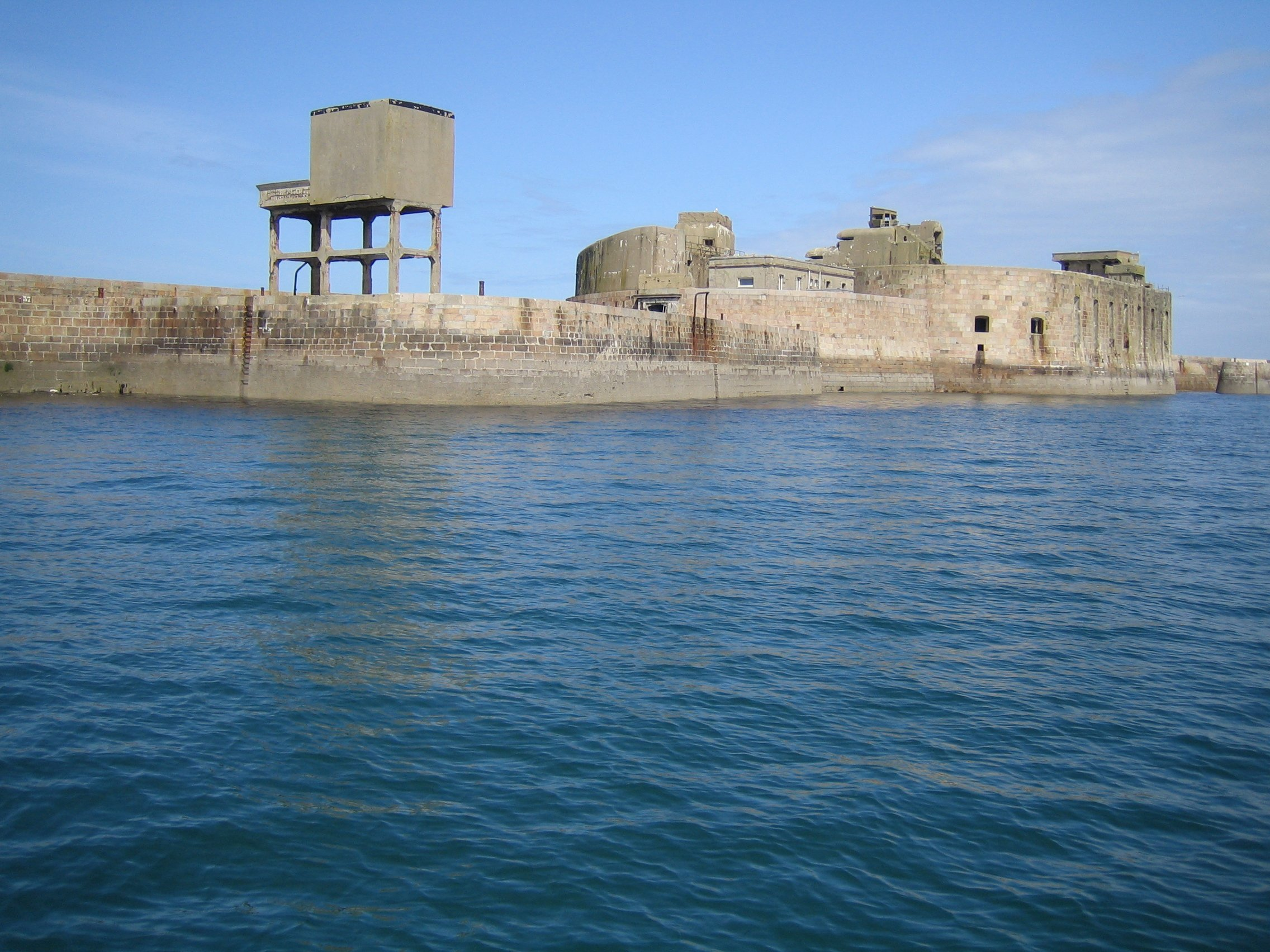
Le fort central.

Le fort central est de forme elliptique et présente une enveloppe à ciel ouvert avec un réduit à deux étages de feux. Dès 1807, le point central de la digue put recevoir vingt canons. Cette batterie ayant été bouleversée par la tempête du 12 février 1808, un décret du 7 juin 1811 prescrit de la reconstruire, en élevant les embrasures à neuf mètres au-dessus des plus hautes marées ; chaque plate-forme devait être voûtée.
Au terme de la bataille de Cherbourg, le fort central capitule à 12 h le 29 juin 1944, ayant subi un bombardement de neuf Thunderbolt à partir de 10 h 50.

### Fort de l'Ouest

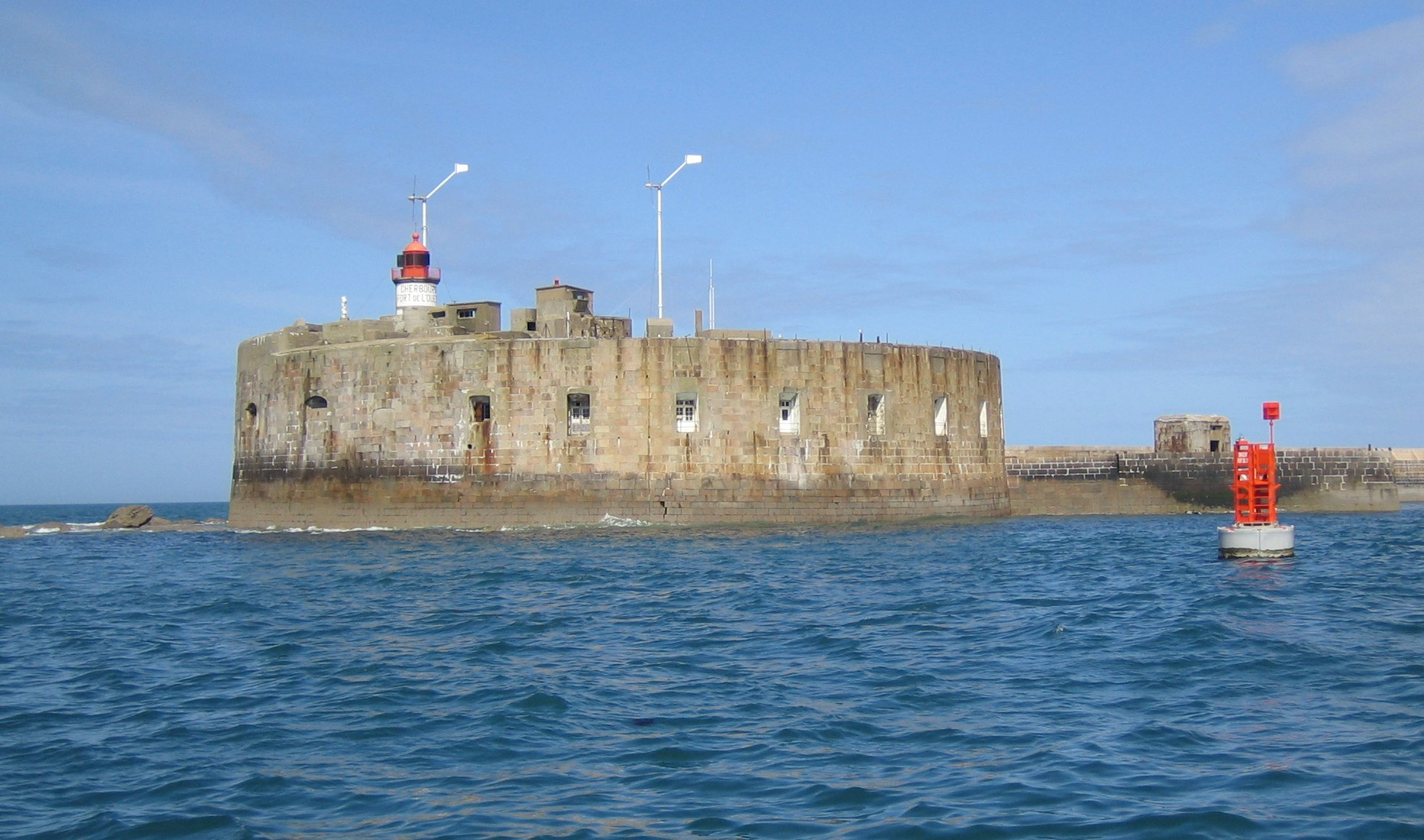
Le fort de l'Ouest.

49° 40′ 28″ N, 1° 38′ 51″ O

### Fort Chavagnac
49° 40′ 14″ N, 1° 39′ 53″ O

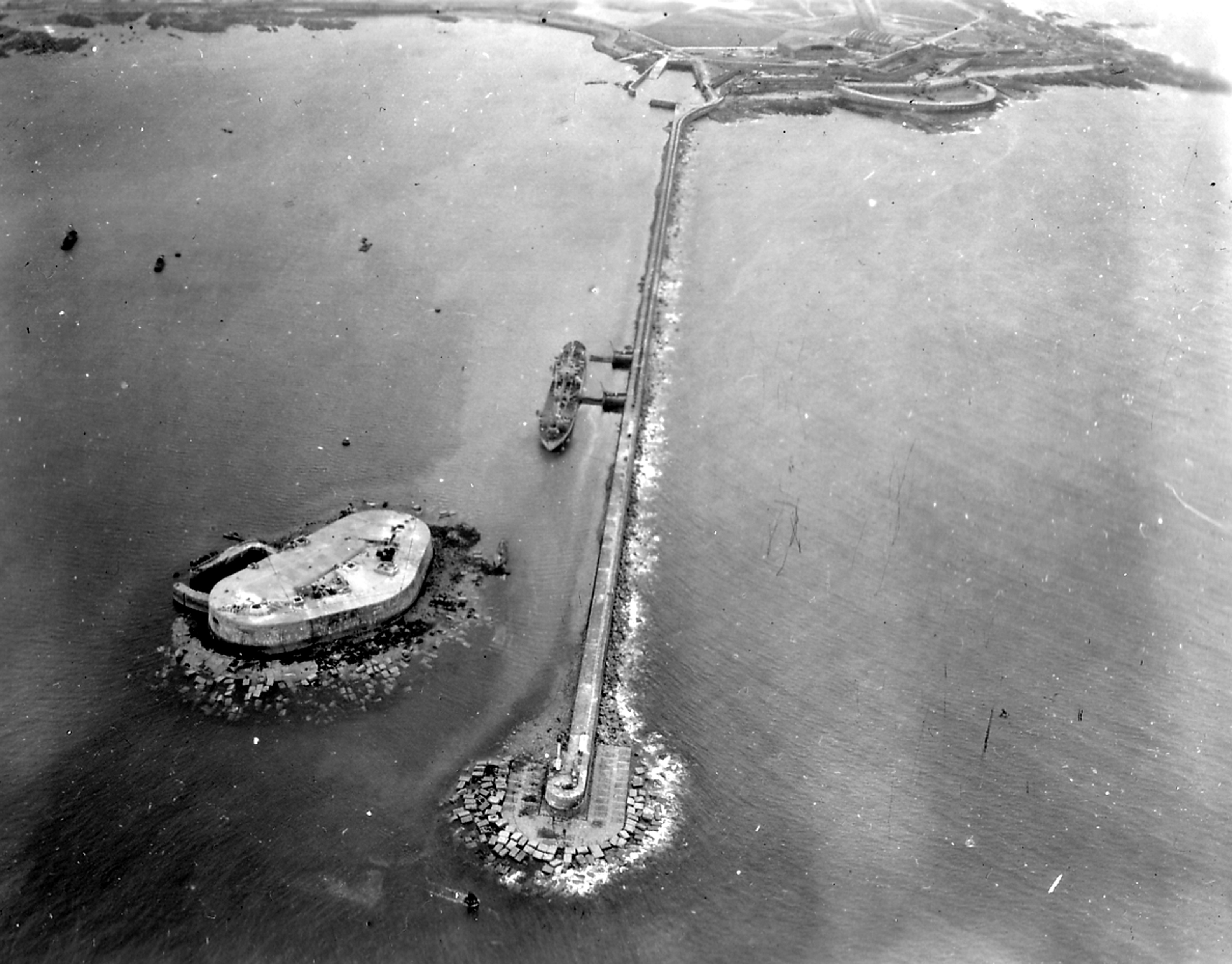
Vue aérienne de la digue de Querqueville et du fort Chavagnac, en 1944. Un pétrolier est accosté pour déchargement.

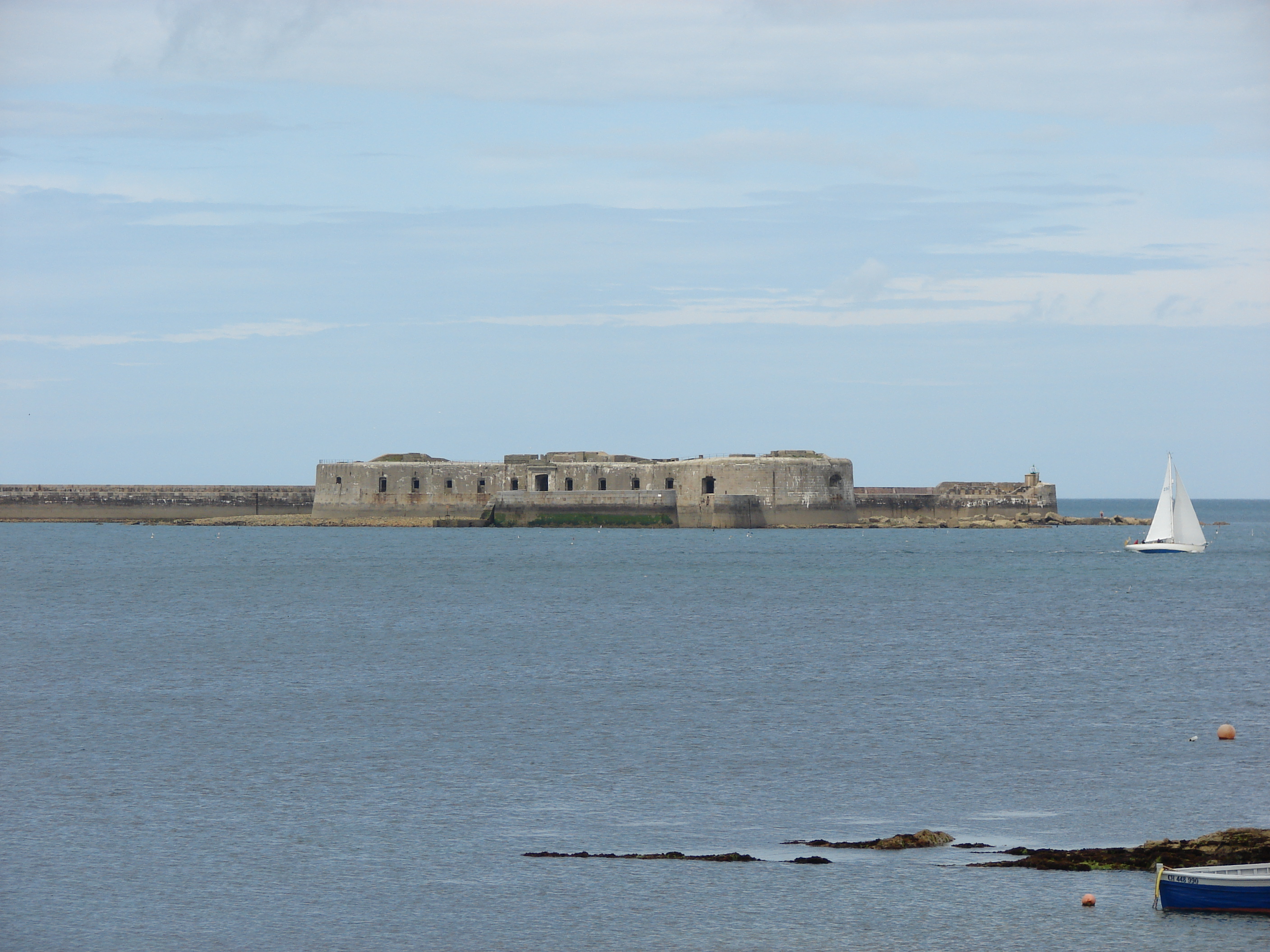
Le fort Chavagnac, vu du sud.

Le fort Chavagnac avait été projeté dès 1846, mais ne fut édifié qu'à partir de 1854. Les travaux se sont poursuivis jusqu'à la fin du Second Empire. Il est situé près de l'extrémité de la digue de Querqueville, au sud du musoir ouest et en face de la petite baie de Sainte-Anne. Il porte le nom du comte Gilbert Pierre Alexandre de Chavagnac (1745-1809), chargé des travaux, qui avait repéré en 1787 lors de ses travaux de sonde de la rade cette roche en mer. Sa conception avait été prévue avant qu'on ne décide de créer la digue de Querqueville.
Ce fort, qui appartient à la ligne principale de la défense de la rade, est de plan triangulaire avec des angles arrondis. Il présente deux étages de feux et pouvait être armé de 60 bouches à feu. Sa cour intérieure est entourée d'un rang de batteries casematées. Au XIXe siècle, il a été bétonné.
La vente de 2012 ayant échoué, la Direction de l'immobilier de l'État (DIE) le remet en vente en septembre 2016.
Le fort Chavagnac a été inscrit aux monuments historiques par arrêté du 15 juillet 2021.

### Fort de Querqueville
49° 40′ 18″ N, 1° 40′ 54″ O

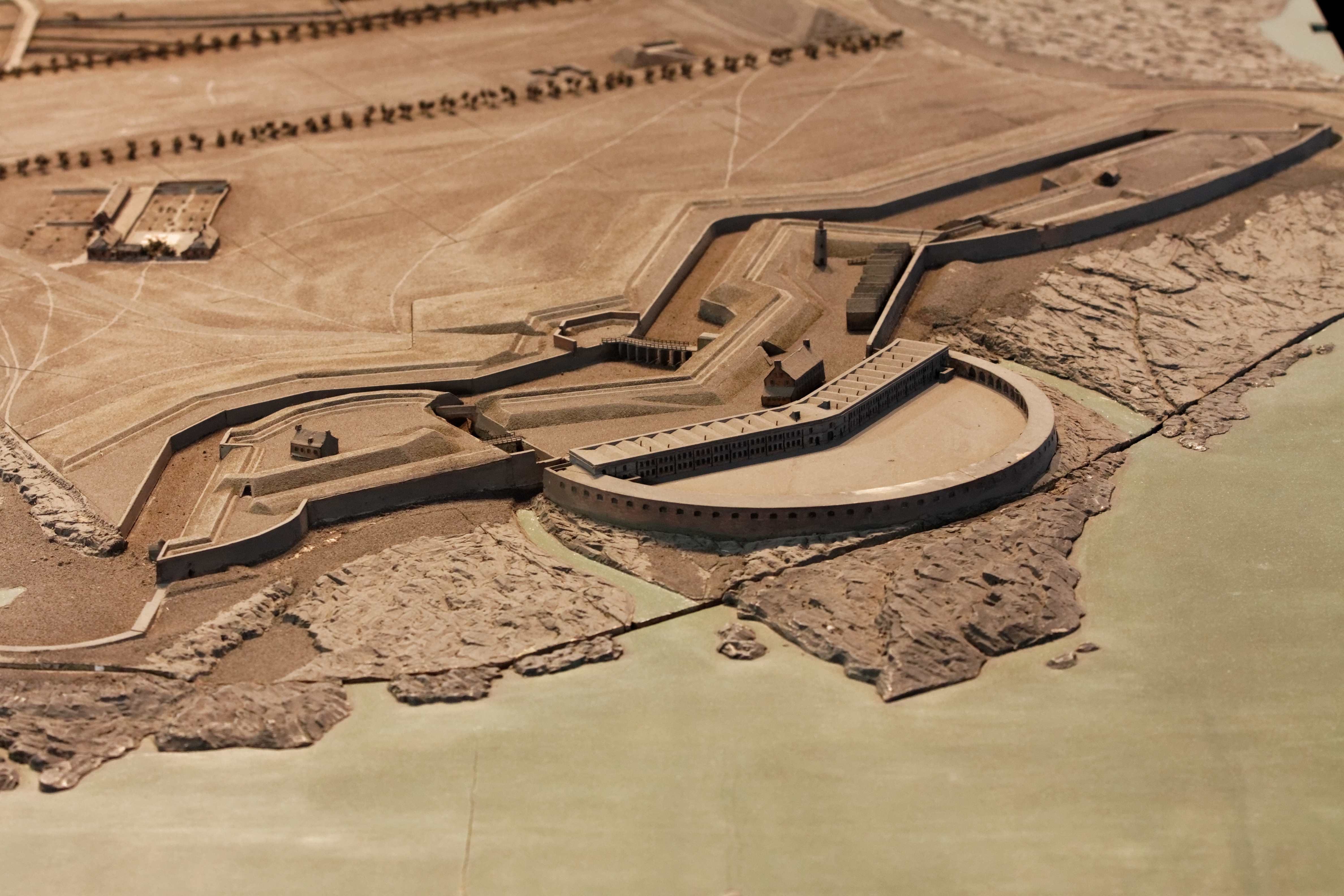
Le fort de Querqueville, sur le plan-relief de Cherbourg, mis à jour en 1872.

Situé au couchant du musoir Ouest de la digue, la construction du fort de Querqueville est décidée en 1786 et il est commencé en 1787. On peut évaluer à 3 000 000 francs la dépense totale que cet ouvrage aura occasionnée. Élément important du système défensif de la rade, il devait défendre la passe ouest, point de passage principal des navires.
En 1784, l'ingénieur de Caux propose de reprendre les dispositions adoptée pour l'île Pelée, à savoir trois étages de feux, dont la conception pourrait être tirée des théories du marquis de Montalembert, qui séjourna à Cherbourg en 1777. Mais tout s'est borné à une batterie semi-circulaire voûtée et casematée, pouvant recevoir 53 canons. Cette batterie est surmontée d'une batterie à ciel ouvert, destinée surtout à recevoir des mortiers de gros calibre.
Seul l'hémicycle à 53 casemates fut achevé en 1795 selon les plans d'origine. Chaque emplacement devait recevoir un canon tirant à boulets rouges des projectiles de 48 livres (environ 22,5 kilos). Un four à boulets était initialement prévu, mais il semble n'avoir jamais été construit.
Le fort n'a pas été achevé car il s'est avéré qu'en 1788, à la suite de sondages entrepris par le comte Gilbert Pierre Alexandre de Chavagnac, officier de marine en poste à Cherbourg, la découverte tardive de hauts fonds contraint le déplacement de la passe initialement projetée d'environ un kilomètre vers l'est. En voie de conséquence, le musoir ouest de la digue du large se retrouvant à plus de deux kilomètres du fort, les navires seraient passés hors de portée des canons, ceux-ci n'étant pleinement efficaces qu'entre 600 et 1 000 mètres. Sous l'Empire, la gorge du fort est fermée par une caserne en granit rose et en schiste. Malgré les progrès techniques de l'artillerie à partir de 1858, le fort n'est pas modernisé ; on lui préfère le fort Chavagnac construit à partir de 1854.
L'enceinte ne sera réalisée qu'après 1850. Seules ses ailes latérales seront armées, accueillant deux batteries de côte de gros calibre.
Pendant l'Occupation, les Allemands l'utiliseront et en renforceront l'armement, notamment avec des pièces automatiques afin de couvrir l'anse d'Urville. En 1976, dans un but d'usage militaire, les ouvertures de la caserne sont obstruées. Propriété de la Marine jusqu'en 2013, il est resté du fait de son obsolescence à l'abri du bétonnage et du vandalisme.
Ultime vestige militaire du fort, une tourelle de char Renault R35 est installée en 1940 par les Allemands à l'extrémité de l'aile ouest du fort pour battre l'anse de Nacqueville. C'est l'une des rares encore en place sur le grand nombre dont était doté le Mur de l'Atlantique.
En septembre 2013, le fort et ses six hectares de terrain, propriété de la Marine nationale, est acheté par deux investisseurs privés, Thierry Maraud et Xavier Taburiaux pour 50 000 € alors que les Domaines l'avaient estimé à 600 000 €. La ville de Querqueville n'exerce pas son droit de préemption. Les deux promoteurs affirment vouloir consacrer 20 millions d'euros à la réhabilitation de l'ouvrage et à sa transformation. Ils annoncent vouloir créer un hôtel-restaurant de luxe, 80 logements locatifs, des locaux commerciaux et organiser des manifestations culturelles. Finalement, à l'été 2015, le projet est abandonné. « Les deux actionnaires avaient des visions différentes », constate Jean-Michel Maghe, maire de Querqueville.
Le 15 mai 2017, le tribunal de grande instance d'Évreux (Eure) adjuge pour 500 000 € le fort à Boubekeur Khelfaoui, gérant de la société immobilière Fox à Paris, pour y ouvrir un hôtel.
En 2018, le 1er Festival des continents y est organisé du 5 au 8 juillet, qui accueille conférences, concerts et animations diverses autour de l'Afrique. Plusieurs ministres africains assistent à l'événement placé sous le parrainage de l'Unesco. La manifestation s'achève avec un concert de Manu Dibango.
Le fort de Querqueville a été inscrit aux monuments historiques par arrêté du 15 juillet 2021.

## Manifestations navales

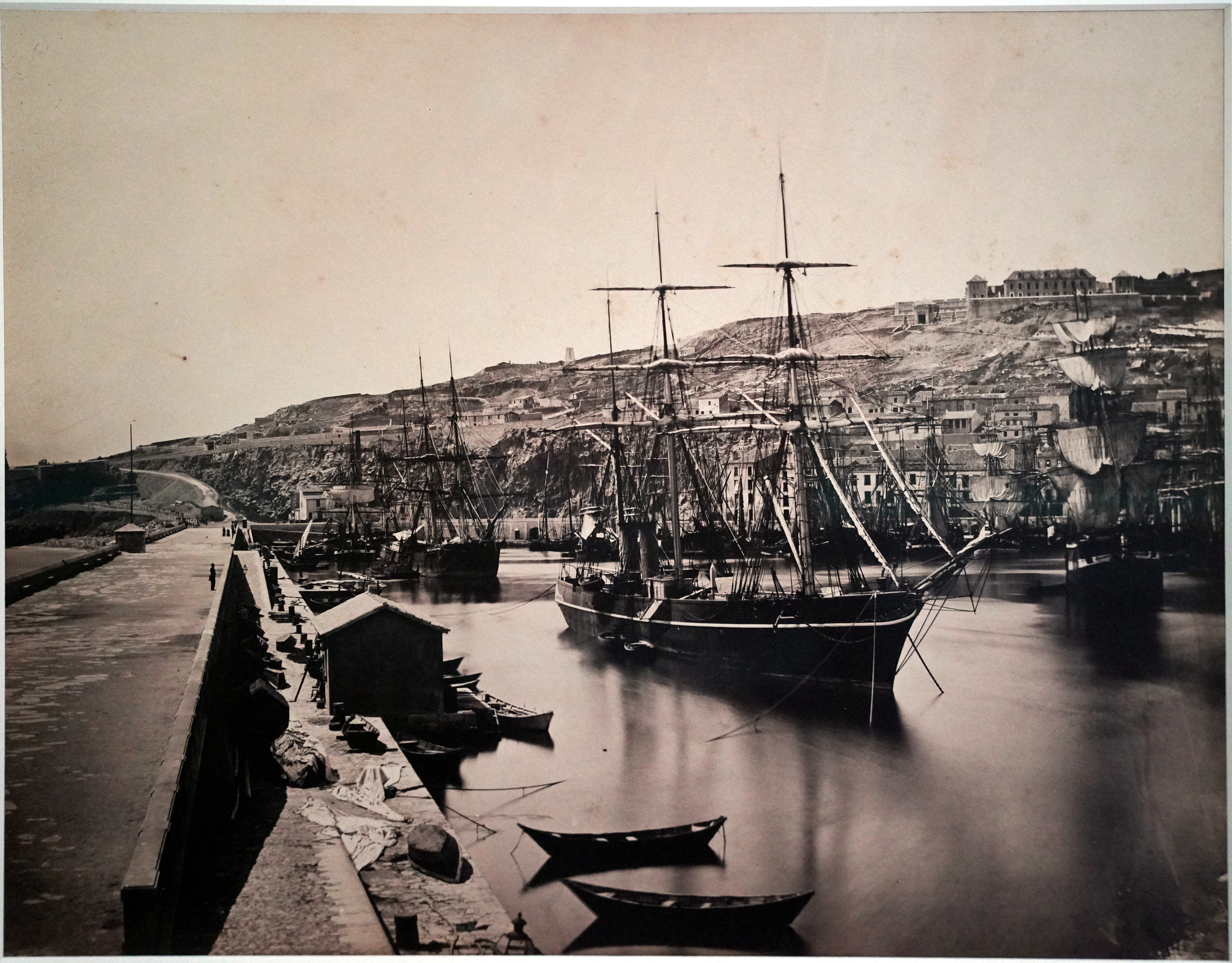
La parade navale lors de la visite de la reine Victoria.

Entre les 4 et 8 août 1858, les flottes anglaise et française paradent dans la rade lors de la visite de la reine Victoria invitée à l'inauguration d'un nouveau bassin du port militaire. Le photographe Gustave Le Gray a immortalisé ces instants.
Le 30 juillet 1933, à l'issue du repas donné à la gare transatlantique tout juste inaugurée, les autorités procèdent à une revue navale. Embarqués sur le contre-torpilleur Vauban, le président Lebrun, MM. Eugène Frot, ministre de la Marine marchande, le député Pierre Appell, les amiraux Georges Durand-Viel, chef d'état-major de la Marine et Octave Benjamin Herr, inspecteur général, le préfet maritime Léon Le Dô et le lieutenant de vaisseau François Darlan, chef de cabinet du ministre de la Marine, passent en revue les bâtiments suivants : les 3 croiseurs Duguay-Trouin, Lamotte-Picquet et Primauguet ; les contre-torpilleurs Lion, Maillé-Brézé , Lynx et Léopard ; les torpilleurs Adroit, Orage et Bourrasque et les 5 sous-marins Pascal, Henri Poincaré, Poncelet, Achille et Argo.

## Accidents maritimes
Le 6 août 1872, Charles-Eugène Delaunay, directeur de l'Observatoire de Paris, en déplacement à Cherbourg et désireux de visiter la rade, a commis l'imprudence de s'embarquer sur la péniche Caroline alors que le temps était mauvais. Le dessalage du navire a provoqué sa noyade.
Le 21 novembre 1906, le paquebot allemand Kaiser Wilhelm der Grosse est impliqué dans une collision à sa sortie par la passe Ouest avec le navire entrant anglais Orinoco II. On déplore cinq morts, trois disparus et plusieurs blessés. Les deux navires doivent réparer sur place.

## Escales de navires célèbres
- Le Titanic : lors de son voyage inaugural, venant de Southampton, le paquebot fait escale en rade le 10 avril 1912 à 18 h 35 et appareille à 20 h 10.

- Le Saint Louis : le paquebot, parti de Hambourg le 13 mai 1939 et en route pour Cuba, fait escale en rade le 15 mai 1939 pour y embarquer les derniers voyageurs.